# Betsimisaraka (volk)
De Betsimisaraka, vroeger ook bekend als de Zana-Malata, zijn de tweede grootste etnische groep in Madagaskar.

## Verspreiding
Het grondgebied van de Betsimisaraka aan de oostkust van Madagaskar is ongeveer 640 kilometer lang en wordt in het noorden begrensd door de rivier de Bemarivo en in het zuiden door de rivier de Mananjary.
De Betsmisaraka worden onderverdeeld in drie subgroepen: de noordelijke Betsimisaraka, de zuidelijke Betsimisaraka en daartussenin de Betanimena, elk met kleine verschillen in cultuur en godsdienst.

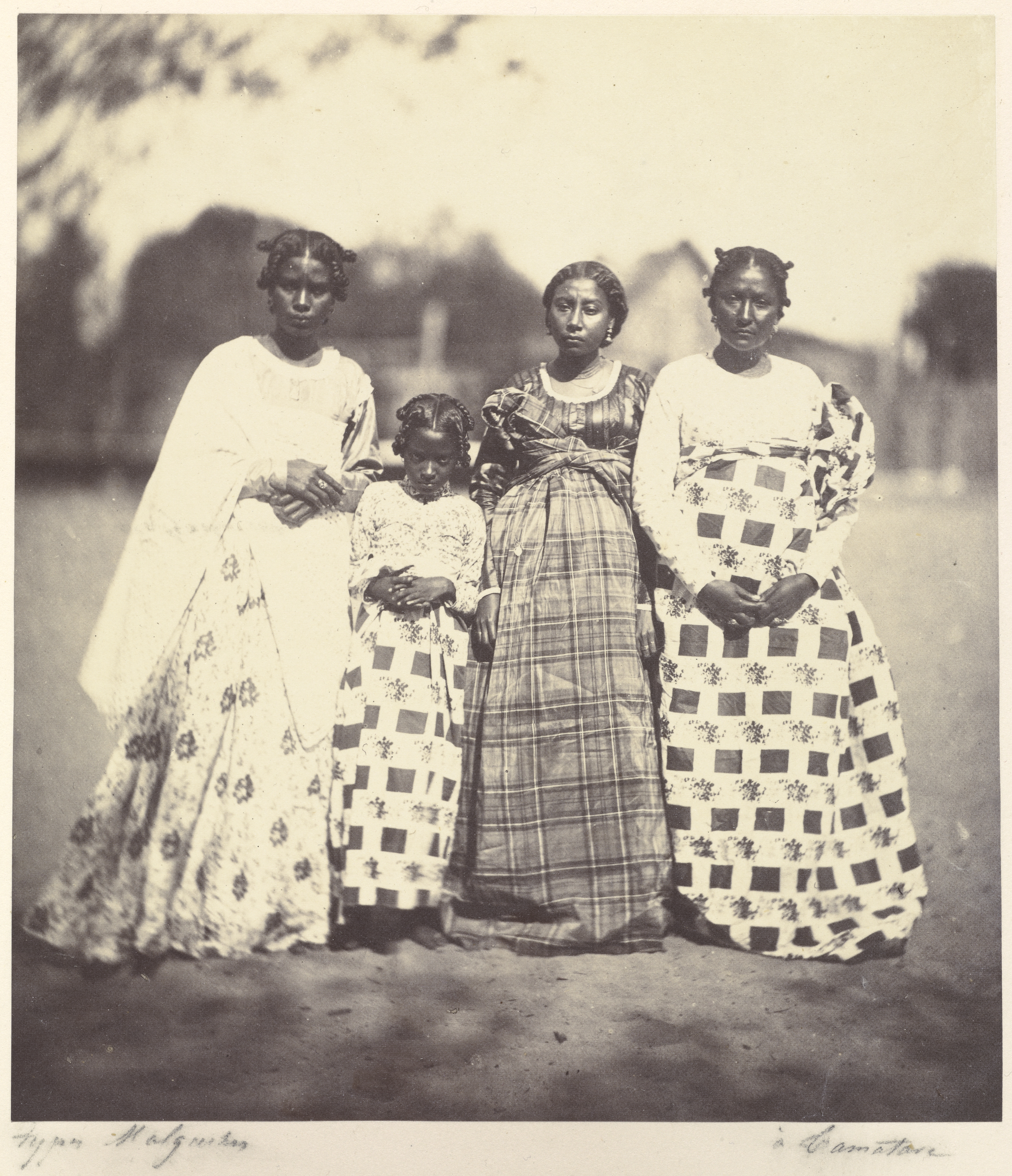
Betsimisaraka-vrouwen in 1863

## Geschiedenis
De Betsimisaraka waren van oorsprong handelaren, piraten, vissers en landbouwers. Ze stammen van een confederatie gesticht door Ratsimilaho (ca. 1694 – 1750), een zoon van een Britse piraat (volgens sommigen Thomas Tew) en de Malagassische prinses Antavaratra Rahena. Deze confederatie, bestaande uit leden van verschillende etnische groepen, had als doel om diverse kuststaten rond Madagaskar te verenigen. De naam van de Betsimisaraka (Malagassisch: 'de velen die niet zullen uiteenvallen') was oorspronkelijk een slogan uit deze tijd.
De confederatie verloor zijn hechte banden nadat Ratsimilaho stierf en viel uiteindelijk uit elkaar. De belangrijkste stad van de confederatie, Toamasina (In het Frans: Tamatave), is na Antananarivo de grootste stad van Madagaskar.

## Maatschappij, cultuur en religie
Tegenwoordig verbouwen de Betsimisaraka rijst en vanille. De kleding van de Betsimisaraka is vaak gemaakt van geweven palmbladeren van de raphiaplant.
De cultuur van de Betsimisaraka is al sinds de 17e eeuw sterk beïnvloed door de westerse cultuur, dankzij Europese handelaren en zeerovers die langs de oostkust van Madagaskar aan land kwamen om handel te voeren of proviand in te slaan.
Hoewel het christendom een grote invloed heeft uitgeoefend op de Betsimisaraka, wordt hun leven vooral beheerst door het animisme. De tangalamena, de religieuze leider, neemt de leiding in het organiseren van religieuze rites, zoals begrafenissen. Betsimisaraka geloven in diverse bovennatuurlijke wezens, zoals zeemeerminnen en kleine langharige bosmannetjes, kalamoro genaamd, die 's nachts hun huizen zouden binnensluipen om er voedsel te stelen.

### Fady
Kenmerkend voor de etnische groepen in Madagaskar zijn de fady, het verbod op bepaalde handelingen, gebaseerd op bijgeloof en volksverhalen. De Betsimisaraka hebben veel eigen fady die per dorp kunnen verschillen. Zo kan het fady zijn voor een Betsimisaraka-man om schoenen te dragen terwijl zijn vader nog leeft of de hand te schudden van zijn zuster.